# Aneomochtherus quettanus
Aneomochtherus quettanus là một loài ruồi trong họ Asilidae. Aneomochtherus quettanus được Tsacas miêu tả năm 1963. Loài này phân bố ở miền Ấn Độ - Mã Lai.